# 胡士容
胡士容（？—？），字仁常，湖广广济人。明朝政治人物。

## 生平
胡士容為万历三十七年举人，三十八年（1610年）进士。任長洲縣知县，继迁大名府教授、国子监助教、吏部郎中、蓟州參議，江西副使、陕西副使右参政等。為官清正，因不拜生祠，不容於閹黨，被錦衣衛逮捕，入鎮撫司詔獄。左都御史崔呈秀委魏忠贤矫旨定胡士容死罪。崇祯帝登位（1627年），平反出狱。